# Редукціонізм
Редукціонізм (від лат. reductio — відсування назад, повернення до попереднього стану) — методологічний принцип, згідно з яким вищі форми матерії можуть бути повністю пояснені на основі закономірностей, що властиві нижчим формам, тобто зведені до нижчих форм, наприклад, біологічні явища — за допомогою фізичних і хімічних законів; соціологічні — за допомогою біологічних чи економічних і т. д. Таке спрощення іноді дозволяє зрозуміти складні процеси (приклад — планетарна модель атома).
Філософія виділяє два основних підходи в науці — редукціоністський і холістичний.

Редукціонізм як філософський підхід історично потіснив холізм — систему поглядів, яка не виділялася в той період окремо, але панувала в європейському мисленні до XVII століття. Першим послідовним виразником редукціоністського підходу до світу, що продовжив у Новий час традицію античного філософа Демокрита, був Рене Декарт (1596—1650). Ось приклад його міркувань: 
смерть ніколи не настає з вини душі, але винятково тому, що руйнується яка-небудь з головних частин тіла… Тіло живої людини так само відрізняється від тіла мертвої, як відрізняються годинник або інший автомат (тобто машина, яка рухається сама собою), коли вони зібрані і коли в них є матеріальна умова тих рухів, для яких вони призначені… від тих же годинника або тієї ж машини, коли вони зламані і коли умова їхнього руху відсутня.
У сучасній західній філософії редукціонізм знову поступився своїми позиціями холізму, поняття якого було на новому рівні введено в обіг Яном Смутсом (1870—1950). Він процитував слова з «Метафізики» Аристотеля «ціле більше, ніж сума його частин».